# Pachycereus militaris
Pachycereus militaris ist eine Pflanzenart aus der Gattung Pachycereus in der Familie der Kakteengewächse (Cactaceae). Das Artepitheton militaris stammt aus dem Lateinischen, bedeutet das Militär oder die Armee betreffend und verweist auf das endständige Pseudocephalium, das an eine Soldatenkappe erinnert. Ein englischer Trivialname ist „Grenadier’s Cap“. 

## Beschreibung
Pachycereus militaris wächst baumförmig mit gräulich grünen, zunächst einzelnen säuligen Trieben, die später verzweigen. Er erreicht Wuchshöhen von 12 bis 15 Metern und Kronendurchmesser von bis zu 5 Metern. Die auf den 11 bis 14 Rippen sitzenden Areolen stehen eng zusammen und sind mit kurzer Wolle sowie weißen wolligen Haaren bedeckt. Aus den Areolen entspringen 3 bis 4 abstehende, gelbliche bis bräunliche Mitteldornen, von denen einer häufig über 10 Zentimeter lang ist. Die 10 bis 12 Randdornen sind biegsam, borstenartig und 1,5 bis 4 Zentimeter lang. An den Triebspitzen entsteht ein kappenförmiges Pseudocephalium aus gelblich brauner Wolle, das bis zu 30 Zentimeter lang wird und Durchmesser von bis zu 20 Zentimetern aufweist.
Die Blüten erscheinen seitlich aus dem Pseudocephalium und öffnen sich in der Nacht. Sie sind rötlich bis cremefarben, 5 Zentimeter lang und erreichen Durchmesser von 3,5 bis 4 Zentimetern. Ihr Perikarpell und die Blütenröhre sind mit kleinen Schuppen, Wollbüschelchen und Borsten besetzt. Die länglichen Früchte sind fleischig und werden bei Reife trocken. Sie sind mit Schuppen, Borsten und langen Büscheln wolliger Haare bedeckt.

## Verbreitung, Systematik und Gefährdung
Pachycereus militaris ist in den mexikanischen Bundesstaaten Guerrero, Jalisco, Michoacán und Colima verbreitet.
Die Erstbeschreibung als Cereus militaris erfolgte 1845 durch N. Audot. David Richard Hunt stellte die Art 1987 in die Gattung Pachycereus. Weitere Nomenklatorische Synonyme sind Mitrocereus militaris (Audot) Bravo (1961), Backebergia militaris (Audot) Bravo ex Sánchez-Mej. (1973), Cephalocereus militaris (Audot) H.E.Moore (1975), Pilocereus militaris Salm-Dyck (1844) und Pachycereus militaris (Audot) P.V.Heath (1992). Taxonomische Synonyme sind Pilocereus chrysomallus Lem. (1847), Cephalocereus chrysomallus (Lem.) K.Schum. (1894), Pachycereus chrysomallus (Lem.) Britton & Rose (1909), Mitrocereus chrysomallus (Lem.) Backeb. (1941), Backebergia chrysomallus (Lem.) Bravo (1954), Cereus chrysomallus (Lem.) Lem (1853) und Mitrocereus chrysomallus (Audot) Bravo ex Buxb. (1961).
Pachycereus militaris wird in Anhang I des Washingtoner Artenschutz-Übereinkommen geführt. In der Roten Liste gefährdeter Arten der IUCN wird die Art als „Vulnerable (VU)“, d. h. als gefährdet geführt.

## Nachweise